# U-575
| U-575                      | U-575                                                          | U-575                                                          |
| -------------------------- | -------------------------------------------------------------- | -------------------------------------------------------------- |
|                            |                                                                |                                                                |
|                            |                                                                |                                                                |
| U - 575 під бомбардуванням |                                                                |                                                                |
| Під прапором               | Третій рейх                                                    | Третій рейх                                                    |
| Спуск на воду              | 12 квітня 1941 року                                            | 12 квітня 1941 року                                            |
| Виведений зі складу флоту  | 13 березня 1944 року                                           | 13 березня 1944 року                                           |
| Сучасний статус            | затоплений                                                     | затоплений                                                     |
| Проєкт                     |                                                                |                                                                |
| Тип ПЧ                     | Торпедний ДПЧ                                                  | Торпедний ДПЧ                                                  |
| Основні характеристики     |                                                                |                                                                |
| Швидкість (надводна)       | 17,7 вузлів                                                    | 17,7 вузлів                                                    |
| Швидкість (підводна)       | 7,6 вузлів                                                     | 7,6 вузлів                                                     |
| Робоча глибина занурення   | 100 м                                                          | 100 м                                                          |
| Гранична глибина занурення | 220 м                                                          | 220 м                                                          |
| Екіпаж                     | 44 осіб                                                        | 44 осіб                                                        |
| Розміри                    |                                                                |                                                                |
| Довжина найбільша (по КВЛ) | 67,1 м                                                         | 67,1 м                                                         |
| Ширина корпусу найб.       | 6,2 м                                                          | 6,2 м                                                          |
| Висота                     | 9,6 м                                                          | 9,6 м                                                          |
| Середня осадка (по КВЛ)    | 4,70 м                                                         | 4,70 м                                                         |
| Водотоннажність надводна   | 769 т                                                          | 769 т                                                          |
| Озброєння                  |                                                                |                                                                |
| Артилерія                  | одна палубна гармата калібру 88-мм, одна 20-мм зенітна гармата | одна палубна гармата калібру 88-мм, одна 20-мм зенітна гармата |
| Торпедно- мінне озброєння  | 4 носових і один кормовий ТА. 14 торпед або 26 мін             | 4 носових і один кормовий ТА. 14 торпед або 26 мін             |

U-575 — німецький підводний човен типу VIIC часів Другої світової війни.
Замовлення на будівництво човна було віддане 24 жовтня 1939 року. Човен був закладений на верфі суднобудівної компанії «Blohm + Voss» у Гамбурзі 1 серпня 1940 року під будівельним номером 551, спущений на воду 12 квітня 1941 року, 12 червня 1941 року увійшов до складу 7-ї флотилії.
Човен зробив 10 бойових походів, в яких потопив 9 (загальна водотоннажність 36 025 брт) та пошкодив одне судно (12 910 брт), у тому числі потопив 1 військовий корабель (1 015 т).
Потоплений у Північній Атлантиці (46°18′ пн. ш. 27°34′ зх. д. / 46.300° пн. ш. 27.567° зх. д.) глибинними бомбами з канадського фрегата «Принц Руперт», есмінця ВМС США «Хобсон», ескортного есмінця ВМС США «Хейвфілд», літаків королівських ВПС та літака з ескортного авіаносця ВМС США «Боуг». 18 членів екіпажу загинули, 37 врятовано.

## Командири
- Капітан-лейтенант Гюнтер Гейдеманн (19 червня 1941 — 29 липня 1943)
- Оберлейтенант-цур-зее Вольфганг Бемер (12 вересня 1943 — 13 березня 1944)

## Потоплені та пошкоджені кораблі[3]
| Назва           | Тип               | Належність      | Дата            | Тоннаж (БРТ) | Вантаж                                                                                      | Статус     | Місце                                                       |
| Tuva            | вантажне судно    | Нідерланди      | 2 жовтня 1941   | 4652         | Баласт                                                                                      | потоплено  | 54°16′ пн. ш. 26°36′ зх. д. / 54.267° пн. ш. 26.600° зх. д. |
| Robin Hood      | вантажне судно    | США             | 16 жовтня 1942  | 6 887        | 8725 т хромової руди, азбесту, концентратів та генеральних вантажів                         | потоплено  | 50°32′ пн. ш. 2°20′ зх. д. / 50.533° пн. ш. 2.333° зх. д.   |
| Norlandia       | вантажне судно    | США             | 4 липня 1942    | 2 689        | Баласт                                                                                      | потоплено  | 19°33′ пн. ш. 68°39′ зх. д. / 19.550° пн. ш. 68.650° зх. д. |
| Empire Explorer | вантажне судно    | Велика Британія | 9 липня 1942    | 5 345        | 4000 т цукру, 1000 т смоли та 200 мішків пошти                                              | потоплено  | 50°30′ пн. ш. 2°21′ зх. д. / 50.500° пн. ш. 2.350° зх. д.   |
| Comrade         | риболовне судно   | Велика Британія | 18 липня 1942   | 69           | 70 т генеральних вантажів                                                                   | потоплено  | 11°40′ пн. ш. 60°55′ зх. д. / 11.667° пн. ш. 60.917° зх. д. |
| Glasier         | риболовне судно   | Велика Британія | 18 липня 1942   | 75           | генеральний вантаж                                                                          | потоплено  | 10°50′ пн. ш. 58°58′ зх. д. / 10.833° пн. ш. 58.967° зх. д. |
| San Gaspar      | танкер            | Велика Британія | 18 липня 1942   | 12 910       | мазут та авіаційний бензин                                                                  | пошкоджене | 10°30′ пн. ш. 60°27′ зх. д. / 10.500° пн. ш. 60.450° зх. д. |
| Abosso          | пасажирське судно | Велика Британія | 29 жовтня 1942  | 11 330       | 3000 т вовни та пошта                                                                       | потоплено  | 48°30′ пн. ш. 28°50′ зх. д. / 48.500° пн. ш. 28.833° зх. д. |
| City of Flint   | вантажне судно    | США             | 25 січня 1943   | 4 063        | військові вантажі, танки, літаки, джипи, бензин у бочках, отруйний газ та телеграфні стовпи | потоплено  | 34°47′ пн. ш. 31°10′ зх. д. / 34.783° пн. ш. 31.167° зх. д. |
| «Асфодель»      | корвет            | Велика Британія | 10 березня 1944 | 1 015        |                                                                                             | потоплений | 45°24′ пн. ш. 18°09′ зх. д. / 45.400° пн. ш. 18.150° зх. д. |